# بلالية (عفرين)
بلالية قرية سوريّة تتبع إداريّاً لمحافظة حلب منطقة عفرين ناحية راجو، بلغ تعداد سكانها 642 نسمة حسب التعداد السكاني لعام 2004.